# Partido Azul (Guatemala)
Partido Azul, conocido simplemente como Azul, es un partido político en Guatemala.

## Historia
El Partido Azul fue establecido en 2020. El 25 de abril de 2022, el Tribunal Supremo Electoral legalizó el partido político.
En diciembre de 2022, el Partido Azul postuló a Isaac Farchi y Mauricio Zaldaña como binomio presidencial. Según Farchi, el partido político no tiene ningún candidato a la reelección.
En las elecciones generales de 2023, Farchi obtuvo el 1,46% de los votos y el puesto 12. El partido obtuvo dos diputados: uno por la Lista Nacional y otro por el departamento de Jutiapa; no obtuvo ningún diputado por el Parlamento Centroamericano. El Partido Azul ganó dos alcaldías: Chahal, Alta Verapaz y Jalpatagua, Jutiapa.

## Elecciones presidenciales
| Año electoral | Candidato    | 1.ª vuelta     | 1.ª vuelta  | 2.ª vuelta     | 2.ª vuelta |
| Año electoral | Candidato    | Total de votos | Porcentaje  | Total de votos | Porcentaje |
| ------------- | ------------ | -------------- | ----------- | -------------- | ---------- |
| 2023          | Isaac Farchi | 61.544         | 1.46% (12°) |                |            |